# III. Sulmánu-asarídu
III. Sulmánu-asarídu (uralkodott Kr. e. 859 – Kr. e. 824) az Újasszír Birodalom egyik jelentős uralkodója volt, aki apjához, II. Assur-nászir-aplihoz hasonlóan számos hadjáratot vezetett nyugati és északi irányban. Bibliai neve: III. Szalmanasszár lenne, de ő azon öt asszír király egyike, aki nem szerepel a Bibliában.

## Hatalomra kerülés
Elődje – II. Assur-nászir-apli – reformjai nem arattak osztatlan sikert az asszír nemesség körében, mindenekelőtt a székhelyváltással másodrangúvá váló Assur városában. Sulmánu-asarídu számára már a hatalomátvétel is nagy gonddal járt. Elkeseredetten próbálta elismertetni uralmának jogát az országban, s nemcsak mert a nagy hódító halála után mindenki megpróbált szabadulni, de saját nemessége is ellene volt. Mikor már eléggé szilárdnak látta a helyzetét, Szíria ellen vonult.

## Hadjáratok nyugaton
Jó szokás szerint Sulmánu-asarídu minden felirata győzelemről tudósít. Ennek ellentmond, hogy uralkodásának első húsz évében szinte kizárólag egyetlen térségben, Hanigalbat és az ahhoz csatlakozó észak-szíriai régió újhettita királyságai ellen kellett hadakoznia. Az első négy év a Til-Barszipot uraló arámi Bít-Adini vezetője, Ahuni elleni harcokról szólt. Bít-Adini abban az időben az Hattina ellenőrzése alatt állt, és Szapalulme mindjárt az első évi hadjáratban sikerrel védte meg Alimus várát. 
A harmadik évben, Kr. e. 856-ban Til-Barszipot elfoglalták az asszírok, és Kár-Sulmánu-asarídunak nevezték el. A név elején az akkád káru („rakpart, kereskedelmi telep”) szó fordul elő, ami azt jelzi, hogy a várost kereskedelmi központtá építették át. Ilyeneket ekkoriban tipikusan a birodalom határán hoztak létre az asszírok. 
Azonban Ahunit és családját csak a következő évben sikerült elfogni, és udvartartásostul Assurba szállítani. Kr. e. 856-ban lovasságot zsákmányolt Aramétől, Urartu királyától.
Hamarosan új ellenféllel kellett szembenéznie az asszír uralkodónak: Kr. e. 853-ban egyiptomi támogatással 12 kisebb-nagyobb állam, város és törzs – köztük az Omri-dinasztiához tartozó Áháb vezette Izrael, arámiak, kilikiaiak és a történelemben először ez alkalommal említett arabok – fogott össze Hadad-Ezra damaszkuszi fejedelem vezetésével az asszír fenyegetés ellen. Az Orontész mentén a tenger felé törő asszír hadsereggel Hattina fővárosához, Kinaluához (Alalah) közel vették fel a harcot. A karkari (qarqari) csata döntetlennel végződött, noha Sulmánu-asarídu teljes győzelemről ír – szerinte a 60 000 főnyi ellenség mintegy negyedét (későbbi beszámoló szerint harmadát) levágták harcosai. Az Orontésznél vívott ütközet után fennmaradt Hadad-ezer szövetsége. Kr. e. 841-ben Sulmánu-asarídu ugyan győzelmet aratott Házáel, Damaszkusz királya felett – 1121 harci szekeret és 470 lovat zsákmányolt tőle – de Kr. e. 838-ban is Damaszkusz állt az ellenállás élén. Eddigre a térség államainak jó része az adófizetést választotta a pusztulás lehetősége helyett (Izrael és még négy másik állam behódolásának dokumentuma, a Fekete obeliszk Kalhuban maradt fenn, és jelenleg a British Museumban látható).
Nyugati hadjáratai egészen i. e. 825-ig tartottak. Ezek utolsója Danuna (Danaosz) elfoglalása volt, amelynek előtörténetéhez hozzátartozik, hogy Danuna meghódította a szomszédos kisállamot, Szamalt. Szamal királya végül Sulmánu-asarídutól kért segítséget, amelyet megkapott. Az asszír hadsereg egyszerűen keresztülvonult Kumaha és Gurgum területén, elzavarta a danunai hadsereget Szamalból, majd maga vette birtokba azt.

## Hadjáratok északon
Húsz év szíriai küzdelem után III. Sulmánu-asarídu figyelme északabbra, Kilikia (akkádul Que), a Toros-hegység és Urartu felé fordult. Ez utóbbiban ekkortájt I. Szarduri volt a király. Az asszír haderő egészen a Van-tóig eljutott egyik hadjárata alkalmával. Urartu ellen összesen öt támadást intézett.

## Asszíria és Babilónia
Sulmánu-asarídu a babilóniai ügyeket is figyelemmel kísérte. Az ország II. Adad-nirári óta szövetségben állt az asszírokkal, Sulmánu-asarídu és Nabú-apla-iddina is megegyezett egymással. Amikor Kr. e. 851-ben ez utóbbi meghalt, az asszír király segítette leverni örököse, Marduk-zákir-sumi számára a fellázadt öccse, Marduk-bél-uszáte által keleti végeken vezetett felkelést. Viszonzásképpen Sulmánu-asarídu körbeutazta Babilóniát, áldozott a legfontosabb templomokban (Babilonban Marduk, Kútában Nergal, Borszippában Nabú templomában) és nagy ünnepségeket rendezett. Mivel egy kalhui domborművön Marduk-zákir-sumi szokatlan módon egyenrangú félként tűnik fel, kizárható a lehetőség, miszerint Babilónia Asszíria vazallusává vált volna.
Babilóniában csapott össze az asszír sereg a kháldok három törzsével. A Bít-Dakurrit legyőzte, ám a Bít-Amukanit és a Bít-Jakint azonban csak sarcfizetésre tudta kötelezni. Ez már elővetítette az utódai számára később égetővé váló kháld problémát.

## Az új palota
III. Sulmánu-asarídu uralkodása kezdetén új palota építését kezdeményezte a fővárosban, az apja által alapított Kalhuban. Feltehetően ennek nyersanyagigénye indokolta, hogy részletesen leírja, hányszor vágatott cédrusokat hadjáratai alkalmával.
Az új komplexum (a régészek Fort Shalmanesernek nevezték el) legalább annyira volt erőd és fegyverraktár, mint uralkodói kéjlak és adminisztrációs központ. Érdekesség, hogy atyja palotájával ellentétben Sulmánu-asarídu Kr. e. 846-ban felavatott székhelyéből teljességgel hiányoztak a domborművek. Egyetlen kivételként a két óriási mészkőlapból álló, feliratokkal és festéssel is díszített trónemelvény emelhető ki, ahol az a híres jelenet látható, ahol Marduk-zákir-sumi és Sulmánu-asarídu mintegy kezet fog egymással.

## Az utolsó évek
Kr. e. 832-ben, mint a Fekete obeliszk tudósít, a külföldi hadjárat vezetését nem a király, hanem húsz éve hivatalban levő turtánuja (fővezére), Dajján-Assur látta el. Sulmánu-asarídu négy évig ki sem mozdult Kalhuból. Elképzelhető, hogy betegeskedett, bár erről nem állnak rendelkezésünkre források – de az is lehet, hogy mintegy 30 év után belefáradt a folyamatos harcba. Mindenesetre az bizonyosnak látszik, hogy Dajján-Assur megbízásával sikerült legidősebb fiát, Assur-danin-aplát magára haragítania. Kr. e. 828-ban a királyfi fellázadt atyja ellen, és a legtöbb nagyváros (Ninive, Assur, Arbailu és a híres balawáti kapukról ismert Imgur-Enlil) csatlakozott hozzá. Sulmánu-asarídu halálának körülményei nem ismertek, mindazonáltal a trónt nem Assur-danin-apla, hanem egy másik fia, V. Samsi-Adad nyerte el. Feltehetően a régi szövetséges, Marduk-zákir-sumi sietett az utód segítségére, hogy a még évekig tomboló elégedetlenséget elfojtsa.

## A Fekete obeliszk négy oldala

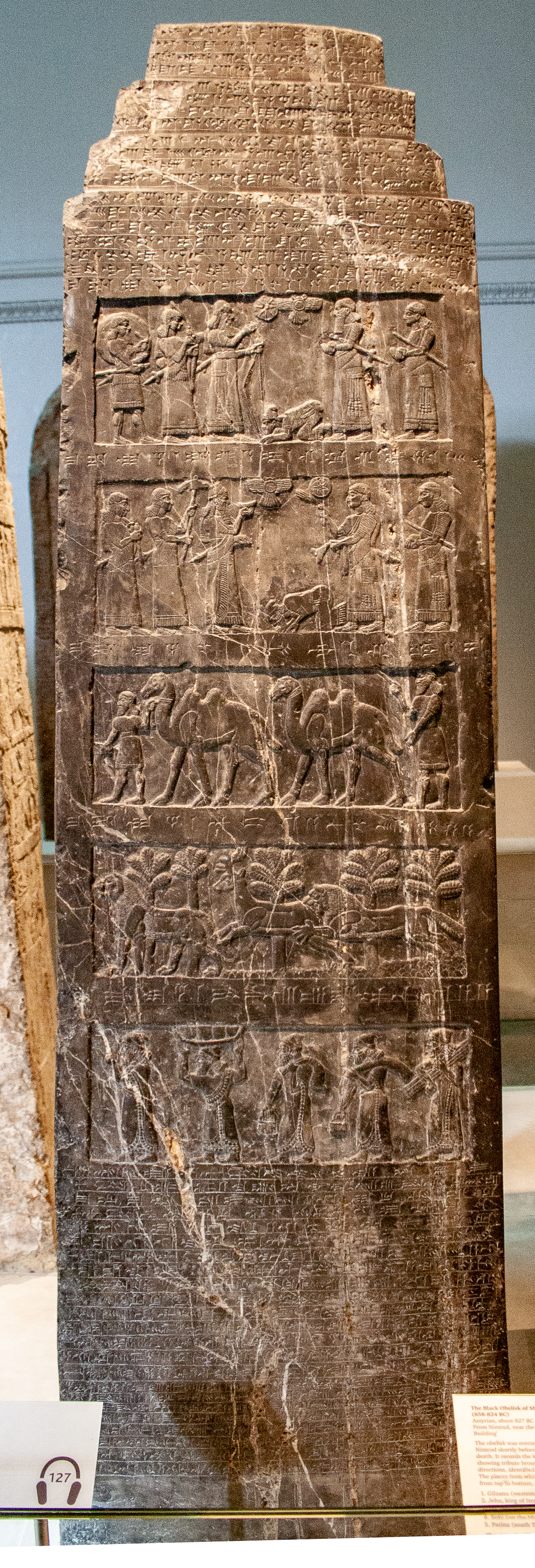
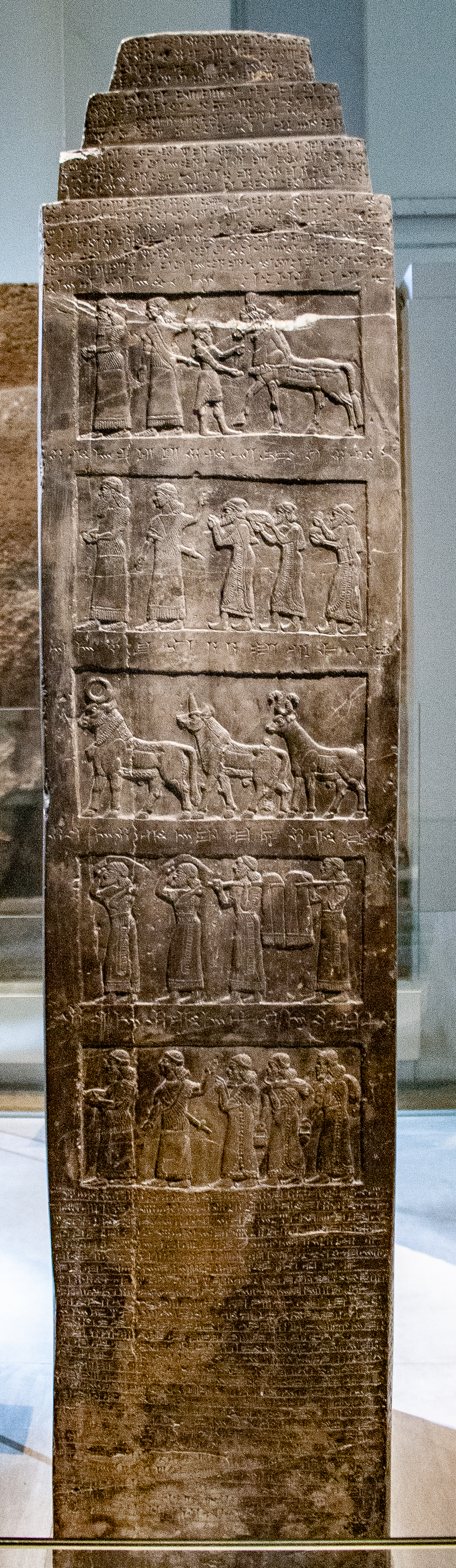
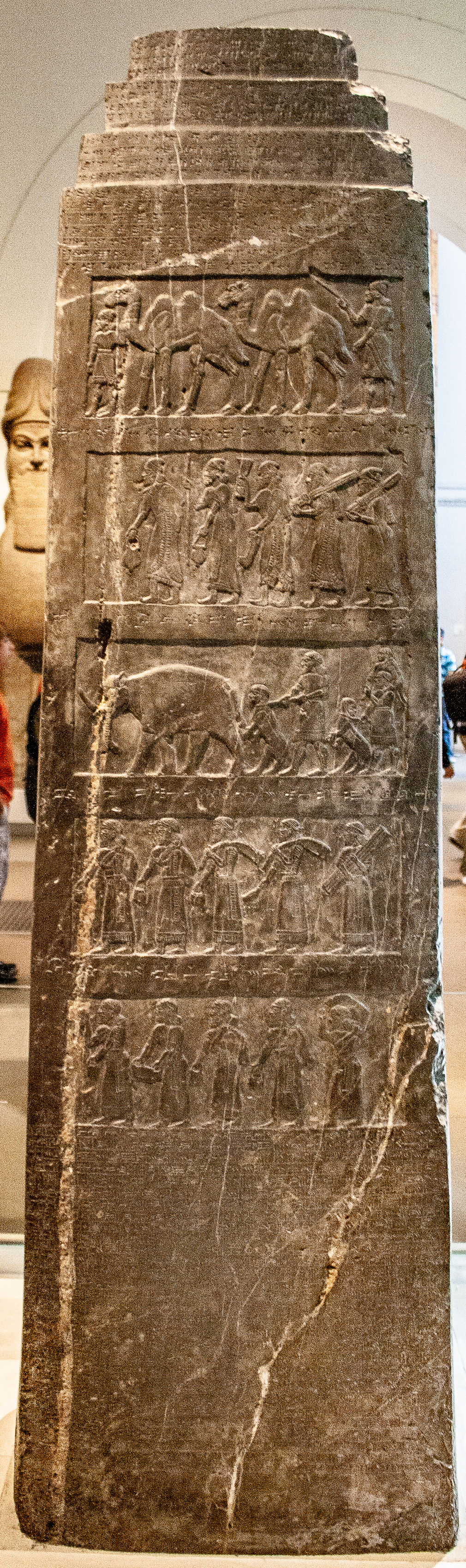
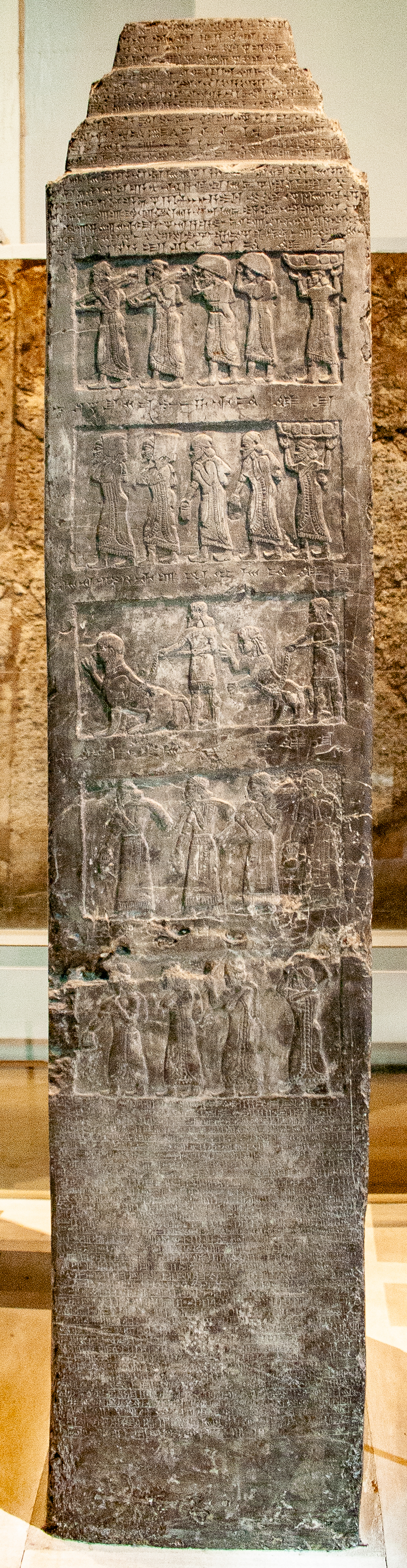